# Floreos
Les floreos sont des figures pratiquées par les danseurs et danseuses de flamenco.

## Présentation
Le terme vient du verbe espagnol florear qui signifie fleurir.
Lors de la danse flamenca, les mains et les doigts proposent des figures très travaillées et expressives appelées floreos.
Les mouvements des bras accompagnent également ces jeux de mains et de doigts, les floreos étant différents selon qu'ils soient effectués par un homme ou par une femme.
Une filmographie datant de 1935 offre une démonstration de ces floreos, de même que du zapateado (danse marquée par les mouvements des pieds) caractéristiques du flamenco, par la danseuse La Argentinita.
- La Argentinita danse des bulerías, accompagnée à la guitare par Manolo de Huelva (années 1930).
- La Argentinita danse des alegrías vers 1935.
- La Argentinita (1895-1945) danse et chante des tangos en 1935.